# J. Castro (automòbil)
J. Castro, o simplement Castro, fou una marca catalana d'automòbils, fabricats per l'empresa J. Castro Sociedad en Comandita. Fábrica Hispano-Suiza de Automóviles a Barcelona entre 1902 i 1903. Fundada pel gallec José María Castro, l'empresa tenia la seu als números 54 a 64 del carrer Floridablanca.

## Història
José María Castro, nascut el 1845 a Trebolle (província de Lugo), fou destinat el 1897 a Vic per a dirigir-hi la delegació del "Banc Vitalici d'Espanya". El 1901, el fabricant d'automòbils barceloní La Cuadra va fer fallida i Castro, un dels principals creditors de l'empresa, s'associà amb el banquer vigatà Gironès i va quedar-se amb les antigues instal·lacions i efectius de l'empresa, així com amb gran part dels operaris (el cap de taller, el vilafranquí Fèlix Palet i Carrió, seguí en el seu antic càrrec). El novembre de 1902 es constituí la societat de J. Castro. Com a director tècnic de la nova empresa es designà l'enginyer suís Marc Birkigt, qui ja havia treballat per a La Cuadra, i en honor seu s'adoptà la denominació de Fábrica Hispano-Suiza de Automóviles.

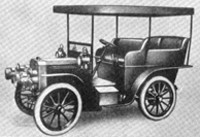
Un automòbil J. Castro de 1902

José María Castro adquirí tota la maquinària, utillatges i vehicles en procés de fabricació de La Cuadra i ho va traslladar tot des de l'antiga seu d'aquella empresa (al carrer Diputació) cap a la nova del carrer Floridablanca. J. Castro va començar les seves activitats tot acabant les unitats dels La Cuadra que havien quedat a mig fer i mentrestant, Birkigt va començar a treballar en el disseny d'un nou motor derivat del darrer que havia dissenyat per a La Cuadra, un de bicilíndric de 1.885 cc (100 x 120 mm) que lliurava 10 HP de potència i presentava solucions avançades per a l'època, com ara un radiador de "niu d'abella" i transmissió per cardan. Aquell motor fou muntat al primer model J. Castro, presentat el 1903, del qual se'n vengueren un mínim de 4 exemplars (un d'ells a Francesc Seix, futur cofundador d'Hispano-Suiza). Birkigt començà aleshores a treballar en un nou motor, un 4 cilindres de 2.545 cc i 14 HP. Com a novetat, duia dos arbres de lleves, un per a l'admissió i un altre per la fuita.
El 22 de novembre de 1903 es va organitzar una excursió des de Barcelona fins a Montserrat en què hi participaren cinc cotxes: dos J. Castro 10 HP (un el de Francesc Seix), el nou 14 HP conduït per Birkigt i Castro, un De Dion-Buton 8 HP i un Cotterau 10 HP. El nou model J. Castro hi va destacar per la seva fiabilitat, maniobrabilitat i facilitat d'ascensió, deixant enrere la resta de vehicles.

## La fi de l'empresa
Finalment, Castro es va trobar amb el mateix problema que La Cuadra, la necessitat de grans inversions per a obtenir rendibilitat, i la societat es declarà en suspensió de pagaments. En data 11 de desembre de 1903 es tancaren definitivament els tallers i el març de 1904 es dissolgué la societat. El 14 de juny d'aquell mateix any, Marc Birkigt, Francesc Seix i Damià Mateu adquiriren els actius de l'extinta J. Castro i fundaren la nova Hispano-Suiza Fábrica de Automóviles, S.A., la cèlebre marca que durà fins al 1946. El nou motor que estava dissenyant Birkigt per a Castro, evolució del 14 HP, esdevingué el primer Hispano-Suiza, el 20 HP.